# Anna Forchheimová-Rajská

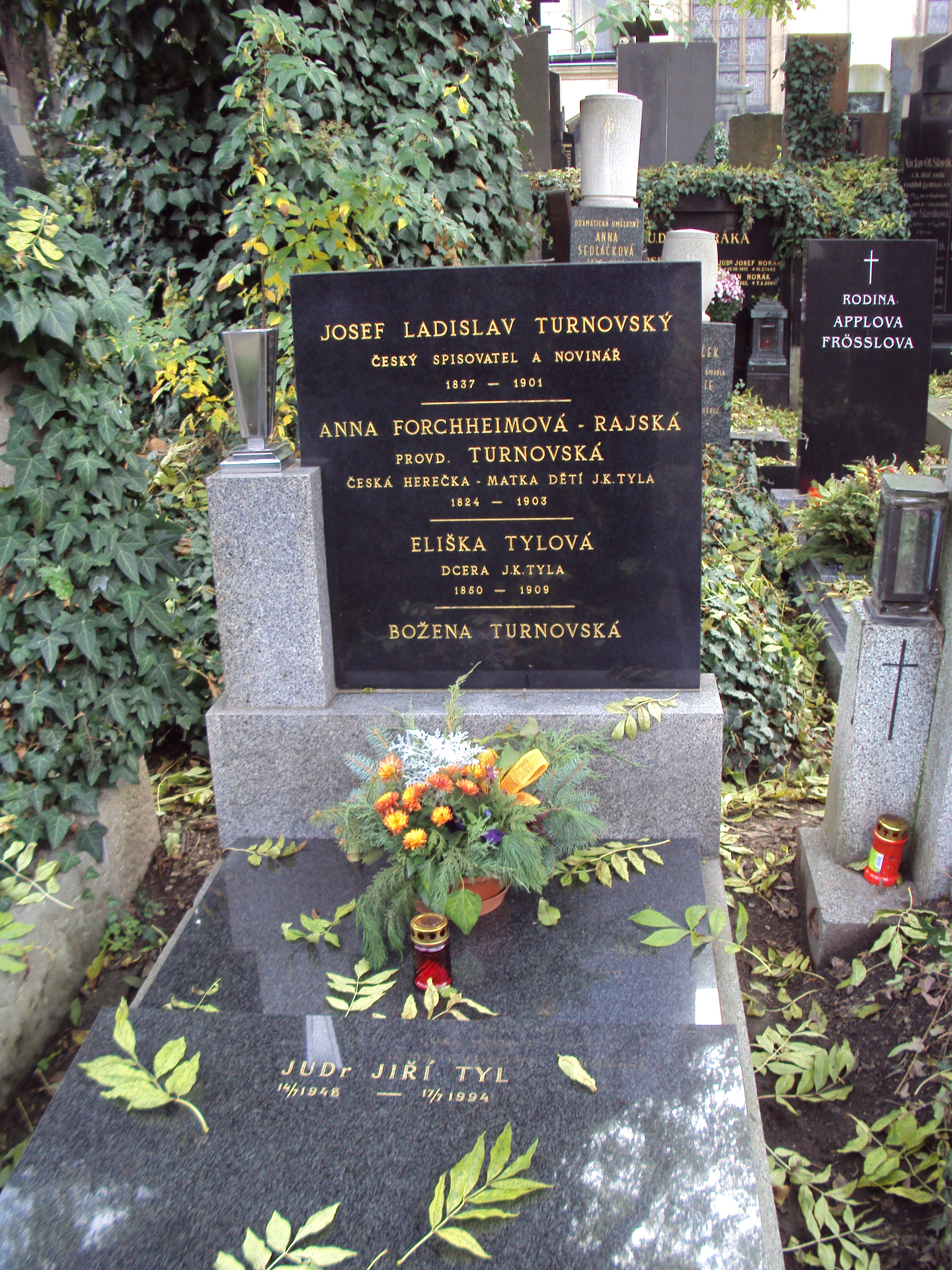
Hrob na Vyšehradském hřbitově v Praze

Anna Forchheimová-Rajská (8. dubna 1822 Praha – 3. prosince 1903 Praha), rozená Forchheimová, provdaná Turnovská (Rajská byl její umělecký pseudonym), byla česká herečka. Se svou sestrou Magdalenou, manželkou Josefa Kajetána Tyla, hrála v kočovném divadle; byla matka Tylových dětí. Roku 1860 se provdala za herce a novináře Josefa Ladislava Turnovského, v roce 1872 odešla z veřejného života a plně se věnovala rodině. Počátkem 20. století byla nejstarší českou herečkou.

## Život
Narodila se 8. dubna 1822 jako nejmladší z třinácti dětí česko-německé rodiny vojenského kancelisty Karla Forchheima (* 1777) a jeho manželky Anny (* 1782). Její starší sestrou byla herečka Magadalena Forchheimová, která se provdala za Josefa Kajetána Tyla. Anna, již jako jedenáctiletá, hrála v divadle – nejprve dětské role na Kajetánském divadle, pak naivky ve Stavovském, později i ve Stögrově divadle v Růžové ulici. S Tylem se znala už od útlého dětství – když jí bylo osm, byl Tyl dvaadvacetiletý. Postupně mezi nimi vzplanula láska. Zřejmě proto, aby se tento vztah nerozvíjel, odjela Anna s otcem roku 1840 do Lvova, kde necelý rok hrála v Skarbkově divadle. Po návratu se stala Tylovi nerozlučnou společnicí a neoficiální manželkou. Ze vztahu nakonec vzešlo osm dětí – Josef Otakar (1843–1907), Jan Stanislav (1845–1890), Marie Eleonora (1848–1868), Eliška (1850–1909), Vojtěch Josef (1851–1862), František (1853–1902), Kajetán Josef (* 1856) a jedno dítě, které zemřelo předčasně. Synové užívali příjmení Forchheim, dcerám úřady povolily příjmení po otci. Anna žila ve společné domácnosti s Tylem a jeho manželkou Magdalenou/svou sestrou a společně se starali o děti. Magdalena tuto skutečnost přijala, zřejmě i proto, že sama mít děti nemohla. Obě sestry pak s Tylem žily až do jeho smrti. Byli přitom terčem různých narážek ve společnosti, které Tyla mrzely a manželce se za ně omlouval – vztah k Anně ale ukončit nechtěl nebo nemohl.
Tyl zemřel v Plzni 11. července 1856 a byl pohřben na tamním Mikulášském hřbitově. Anna Rajská dále hrála v divadle – postupně u Štauderovy, Zöllnerovy, Švandovy a Šmídovy společnosti. Dne 27. dubna 1861 se v Jindřichově Hradci provdala za hereckého kolegu Josefa Ladislava Turnovského, o šestnáct let mladšího, s nímž pokračovala v cestách po venkově do roku 1865, kdy získala angažmá v pražském divadle. Tam však nepobyla dlouho – po pruské okupaci jí nezbylo, než se vrátit ke kočovnému divadlu se skupinou Mušky a Libické. Nakonec v roce 1872 získal její manžel stálé zaměstnání v Praze jako redaktor týdeníku Slovan, což Anně Rajské umožnilo opustit scénu a věnovat se v soukromí rodině. Veřejného ocenění dostala za své náročné vlastenecké úsilí minimálně, závěr jejího života ale byl šťastný v láskyplném rodinném kruhu. V té době byla nejstarší českou herečkou. Zemřela 3. prosince 1903 v Praze. Byla pohřbena na Vyšehradském hřbitově.

## Role
Od počátku hrála výhradně česky. Byla oceňovaná pro živou pohyblivost, drobnou postavu a rázný temperament. Po návratu ze Lvova se stala představitelkou veselých, prostých a srdečných dívek – roztomilých, citově vřelých, ale nikoliv sentimentálních. K jejím rolím patřily např.:
- Bětuška v Divotvorném klobouku (Václav Kliment Klicpera)
- Popelka ve Veselohře na mostě (též Klicpera)
- Liduška v Paní Marjánce (Josef Kajetán Tyl, role psaná přímo pro ni)
- indiánský chlapec Prokop v Paličově dceři (též Tyl)
- Dorotka ve Strakonickém dudáku, první významná úloha

## Spor ohledně roku narození
Některé starší publikace uvádějí jako rok narození 1824. Souvisí to se snahou jejího manžela Josefa Ladislava Turnovského opticky snížit věkový rozdíl; manželce proto dva roky „ubral“, sobě naopak jeden „přidal“. (To dokladuje zápis v matrice narozených a údaj uvedený v matrice zemřelých, které udávají rok narození 1822.)